# Шесепанхенамон Сетепенра
Шесепанхенамон Сетепенра (д/н —бл. 220 до н. е.) — цар Куша.

## Життєпис
Відомостей про нього обмаль, лише 2 блоки, знайдені поруч з пірамідою № 16 в Мерое, яка втім йому не належить. Власне ім'я невідоме, лише тронне — Шесепанхенамон Сетепенра.
Його золоте ім'я Гора може відповідати імені Птолемея III, що на думку дослідників свідчить про те, що вони були сучасниками та збільшення економічного та культурного впливу Єгипту в Куші.
Помер близько 220 року до н. е. Йому спадкував Арнехамані.